# Dmitri Bondarenko
Dmitri Mijáilovich Bondarenko (nacido el 9 de junio de 1968 en Moscú) es un historiador especializado en África y antropólogo social ruso. Doctor en Ciencias Históricas (2000), Profesor (2007), Profesor de la ACR (2015), Miembro corresponsal de la ACR (2016). Investigador principal - Director Adjunto del Instituto de Estudios Africanos de la ACR, Director del Centro Internacional de Antropología de la Escuela Superior de Economía de la Universidad Nacional de Investigación, Profesor de la Universidad Estatal de Humanidades de Rusia. Cofundador y coeditor de la revista internacional "Social Evolution and History".

## Biografía
Se graduó con honores del Departamento de Etnografía de la Facultad de Historia de la Universidad Estatal Lomonosov de Moscú (1990). Candidato de Ciencias Históricas (1993, tesis "La sociedad de Benín en vísperas de los primeros contactos con los europeos: peculiaridades de las etapas y de la civilización").
Desde agosto de 1990, trabaja en el Instituto de Estudios Africanos, desde abril de 2008 como Director Adjunto de Investigación (desde marzo de 2018 como Investigador Principal), curador del Centro de Estudios de África Tropical, del Centro de Historia y Antropología Cultural y del Centro de Estudios Sociológicos y de Ciencias Políticas del Instituto.
Desde septiembre de 1996, da clases en la Universidad Estatal de Humanidades de Rusia y es el profesor del Centro de Antropología Social desde su fundación. En 2000 defendió su tesis doctoral "Benín preimperial, formación y evolución del sistema de instituciones sociopolíticas".
Desde febrero de 2018 (desde su fundación), es Director del Centro Internacional de Antropología de la Escuela Superior de Economía de la Universidad Nacional de Investigación.
Ha trabajado como profesor invitado en la Universidad del Noroeste (Evanston, Estados Unidos, 1993-1994), el Instituto de Historia de la Asociación de Max Planck (Gotinga, Alemania, 2003, 2006), Casa de las Ciencias Humanas (París, Francia, 2005).
En los años 1990-2010 impartió conferencias y cursos como invitado en universidades y centros de investigación de Angola, Egipto, Rusia, Estados Unidos, Eslovenia, Tanzania y Uganda. Miembro de la Asociación Americana de Antropología, la Asociación de Antropólogos y Etnólogos de Rusia (miembro del Comité Ejecutivo y Presidente de la Comisión de Antropología Política), la Asociación de Estudios Africanos (EE. UU.), la Asociación de Estudios Africanos de Australasia y Oceanía, la Asociación Europea de Antropólogos Sociales (en 2006-2008 - Jefe de la Sección de Estudios Africanos), la Unión Internacional de Ciencias Antropológicas y Etnológicas, la Sociedad de Africanistas (Francia), la Sociedad para el Estudio de la Evolución Cultural.
Dirigió investigaciones de campo de académicos rusos en países africanos: Tanzania (2003, 2005, 2007), Nigeria (2006), Benín (2008), Ruanda (2009), Zambia (2010), Uganda (2017, 2018), así como entre africanos en Rusia (2007-2016), africanos y afroamericanos en Estados Unidos (2013-2015, 2022).
Miembro del Consejo de Expertos de la Comisión Suprema de Certificación de la Federación de Rusia en el ámbito de la Historia (2015-2022).
Miembro corresponsal de la ACR desde el 28 de octubre de 2016 en el Departamento de Ciencias Históricas y Filológicas.
La actividad de Bondarenko ha sido elogiada por Robert Carneiro y Henri Klassen.

## Áreas de interés científico
- teoría social;
- teoría antropológica;
- historia mundial;
- antropología política;
- sociedades preindustriales;
- transformaciones socioculturales e interacción intercultural en el mundo moderno (aspectos etnorraciales, confesionales e internacionales);
- migrantes del África subsahariana en Rusia y Estados Unidos;
- culturas e historia de los pueblos del África subsahariana.

## Trabajos
Autor de más de 500 publicaciones científicas. Entre sus monografías individuales y colectivas están:
- Бенин накануне первых контактов с европейцами. Человек. Общество. Власть. М.: Институт Африки РАН, 1995.
- Пространство и время в традиционных и архаических культурах. М.: Институт Африки РАН, 1996 (отв. ред. совм. с И. В. Следзевским).
- Теория цивилизаций и динамика исторического процесса в доколониальной Тропической Африке. М.: Институт Африки РАН, 1997.
- Альтернативные пути к цивилизации. М.: Логос, 2000 (отв. ред. совм. с Н. Н. Крадиным, А. В. Коротаевым, В. А. Лыншей).
- Доимперский Бенин: формирование и эволюция системы социально-политических институтов. М.: Институт Африки РАН, 2001.
- Кочевая альтернатива социальной эволюции. М.: Институт Африки РАН, 2002 (отв. ред. совм. с Н. Н. Крадиным).
- Цивилизационные модели политогенеза. М.: Институт Африки РАН, 2002 (отв. ред. совм. с А. В. Коротаевым).
- A Popular History of Benin. The Rise and Fall of a Mighty Forest Kingdom. Frankfurt am Main etc.: Peter Lang, 2003. (with P. M. Roese).
- Сакрализация власти в истории цивилизаций. М.: Институт Африки РАН, 2005. Ч. I—III (отв. ред. совм. с Л. А. Андреевой, А. В. Коротаевым).
- Раннее государство, его альтернативы и аналоги. Волгоград: Учитель, 2006 (отв. ред. совме. с Л. Е. Грининым, Н. Н. Крадиным, А. В. Коротаевым).
- Homoarchy as a Principle of Culture’s Organization. The 13th-19th Centuries Benin Kingdom as a Non-State Supercomplex Society. Moscow: URSS, 2006.
- Правитель и его подданные: социокультурная норма и ограничения единоличной власти. М.: Институт Африки РАН, 2009 (отв. ред. совм. с А. А. Немировским).
- Конфликты в Африке: причины, генезис и проблемы урегулирования (этнополитические и социальные аспекты). М.: Институт Африки РАН, 2013 (отв. ред. совм. с И. О. Абрамовой).
- Африка: процессы социокультурной трансформации. М.: Институт Африки РАН, 2014. (отв. ред. совм. с Е. Б. Деминцевой).
- Anthropology, History, and Memory in Sub-Saharan Africa. In Memoriam Michel Izard. (Special Issue of Social Evolution and History. 2014. Vol. 13, N.º 2; Ed. with T. Graetz and P. Skalnik).
- The Axial Ages of World History: Lessons for the 21st Century. Litchfield Park, AZ: Emergent Publications, 2014 (with K. Baskin).
- Оттенки чёрного: культурно-антропологические аспекты взаимовосприятия и взаимоотношений африкано-американцев и мигрантов из стран субсахарской Африки в США. М.: ЯСК, 2016 (Дополн. изд. на англ. яз.: African Americans and American Africans: Migration, Histories, Race and Identities. Canon Pyon: Sean Kingston Publishing, 2019).
- State Building, States, and State Transformation in Africa. (Special Issue of Social Evolution and History. 2018. Vol. 17, N.º 1; Ed. with C.I. Njoku and E.C. Ejiogu).
- Plural Trajectories: Introduction to African Futures. (специальный выпуск Ученых записок Института Африки РАН / Journal of the Institute for African Studies. 2019, N.º 2 [47]; Ed. with D. O’Kane).
- The Omnipresent Past. Historical Anthropology of Africa and African Diaspora. Moscow: LRC Publishing House, 2019 (Ed. with M.L. Butovskaya).
- The Evolution of Social Institutions: Interdisciplinary Perspectives. Cham: Springer, 2020 (Ed. with S.A. Kowalewski and D.B. Small).
- Постколониальные нации в историко-культурном контексте . М.: Издательский дом ЯСК, 2022 (перевод на англ. яз.: Post-Colonial Nations in Historical and Cultural Context. Lanham, MD: Lexington Books, 2023).

Algunos de los artículos de la Gran Enciclopedia Rusa:
- Бахофен, Иоганн Якоб / Бондаренко Д. М. // «Банкетная кампания» 1904 — Большой Иргиз. — М. : Большая российская энциклопедия, 2005. — (Большая российская энциклопедия : [в 35 т.] / гл. ред. Ю. С. Осипов ; 2004—2017, т. 3). — ISBN 5-85270-331-1.
- Боас Франц Ури / Бондаренко Д. М. // «Банкетная кампания» 1904 — Большой Иргиз. — М. : Большая российская энциклопедия, 2005. — С. 620. — (Большая российская энциклопедия : [в 35 т.] / гл. ред. Ю. С. Осипов ; 2004—2017, т. 3). — ISBN 5-85270-331-1.
- Гуди, Джек / Бондаренко Д. М. // Григорьев — Динамика. — М. : Большая российская энциклопедия, 2007. — С. 134. — (Большая российская энциклопедия : [в 35 т.] / гл. ред. Ю. С. Осипов ; 2004—2017, т. 8). — ISBN 978-5-85270-338-5 .
- Фрэзер, Джеймс Джордж / Бондаренко Д. М. // Уланд — Хватцев. — М. : Большая российская энциклопедия, 2017. — С. 637. — (Большая российская энциклопедия : [в 35 т.] / гл. ред. Ю. С. Осипов ; 2004—2017, т. 33). — ISBN 978-5-85270-370-5.